# Tuberaceae
Tuberaceae Dumort., Comment. Bot.: 69 (1822).
Tuberaceae è una famiglia di funghi ascomiceti appartenente all'ordine Pezizales.
Vi appartengono specie ipogee, con corpo fruttifero a forma di tubero, provvisto di una scorza esterna (peridio) rugosa o liscia, e la carne (gleba) solcata da venature intercomunicanti che le danno un aspetto marmorizzato.

## Generi diTubeeraceae
Il genere tipo è Tuber F.H. Wigg., altri generi inclusi sono:
- Choiromyces
- Dingleya
- Labyrinthomyces
- Paradoxa
- Reddelomyces